# Paul Stein
Pour les articles homonymes, voir Stein et Paul Stein.
Paul Stein (Wittemberg, 3 avril 1852-Treptow, 7 septembre 1921) est un entomologiste et conservateur de musée allemand.

## Biographie
Après des études de mathématiques et d'histoire naturelle à Berlin (1870-1875), il devient enseignant à Genthin (1907) puis à Treptow.
Spécialiste des diptères et particulièrement des anthomyiidae dont il découvrit et décrivit de nombreux genres et espèces, il travailla avec Theodor Becker, Mario Bezzi et Kálmán Kertész au Katalog der Paläarktischen dipteren (1903) aujourd'hui conservé au musée d'histoire naturelle de Berlin.

## Œuvres
- Die Anthomyidengruppe Homalomyia nebst ihren Gattungen und Arten, 1895
- Nordamerikanische Anthomyiden, 1897
- Die afrikanischen Anthomyiden des Königl.Zool.Mus.zu Berlin, 1906
- Persische Dipteren von den Expeditionen des Herrn N. Zarudny 1898 und 1901 (avec Theodor Becker), 1913
- Voyage Alluaud en Afrique Orientale. Anthomyidae, 1914